# Bentarique
Bentarique este o municipalitate din provincia Almería, Andaluzia, Spania, cu o populație de 298 de locuitori.